# Takashi Kobayashi
Takashi Kobayashi, född den 17 maj 1963, är en japansk brottare som tog OS-guld i lätt flugviktsbrottning i fristilsklassen 1988 i Seoul.